# Prisoner
Prisoner (br: A Sete Chaves) é um filme de terror e suspense produzido nos Estados Unidos, dirigido por David Alford e Robert Archer Lynn e lançado em 2005.